# Piper griseolimbum
Piper griseolimbum är en pepparväxtart som beskrevs av Trel. & Yunck.. Piper griseolimbum ingår i släktet Piper och familjen pepparväxter. Inga underarter finns listade i Catalogue of Life.